# Дебуи, Северин
Северин Дебуи (фр. Séverine Desbouys, род. 17 августа 1974, Виши) — французская профессиональная велогонщица. Директор компании DSC, специализирующейся на стратегическом консалтинге, бизнес-аналитике и лоббировании.

## Карьера

### Велогонщица
Северин Дебуи начала заниматься велоспортом в 1989 году. В 1991 году, когда она сдала экзамен на получение степени бакалавра, она присоединилась к сборной Франции.
Она представляла свою страну на чемпионатах мира по шоссейному велоспорту 1998, 1999, 2000 и 2001 годов.
В 2000 году она выиграла два этапа женской гонки Гранд Букль феминин и получила горную майку. В том же году она выиграла Трофи Интернешнл, заняв 4-е место в Кубке мира.
В 2001 году она решила стать профессиональной велогонщицей. Она перешла в лучшую на тот момент команду мира Gas Sport Team, где была лидером вместе с белорусской чемпионкой мира, Зинаидой Стагурской.
В том же году, занимая 4-е место в генеральной классификации Гранд Букль феминин, она попала в серьёзную аварию на седьмом этапе в Бурже. Переломы правого и левого коленей, многочисленные ушибы и несколько дней, проведённых в коме, вывели её из велоспорта на полтора года.
В 2003 году она возобновила свою карьеру, нацелившись на участие в летних Олимпийских играх 2004 года. Вечером на чемпионате Франции в Плюмлеке в 2003 году она приняла решение завершить свою спортивную карьеру.

### Карьера в сфере управления и образования
После окончания университета Северин Дебуи поступила на работу в отдел экономического развития городского совета Марселя, где проработала 5 лет. Под руководством Ксавье Джоканти она занималась мониторингом проекта Euroméditerranée и, в частности, заявки Марселя на участие в Кубке Америки.
В 2004 году она основала международную консалтинговую компанию DSC, специализирующуюся на стратегии, экономической разведке и связях с общественностью. Её компания специализируется на оказании помощи французским компаниям в открытии бизнеса за рубежом, в частности, на таких перспективных рынках, как Бразилия, Турция и Китай.
С 2012 по 2014 год Северин Дебуи была послом Национального союза школьного спорта (UNSS), пропагандируя спорт в школах, колледжах и лицеях.
С 2018 года Северин Дебуи руководит миссией, возложенной на неё министром образования, Жан-Мишелем Бланке, по программе Savoir Rouler à Vélo. Эта программа, стартовавшая в 2018 году, является частью национального плана по развитию велоспорта и активной мобильности и направлена на развитие навыков безопасной езды на велосипеде среди школьников.

### Карьера в сфере бизнеса
С 2019 года Северин Дебуи является членом комитета по франко-японским обменам, созданного Торгово-промышленной палатой Иль-де-Франс для содействия профессиональным обменам между двумя странами. Она входит в совет директоров таких компаний, участвующих во франко-японских обменах, как LVMH, Air Liquide, Renault, KPMG, Toyota, Nomura Bank и Shiseido.
27 мая 2021 года Северин Дебуи была избрана вице-президентом Региональной конференции по спорту в Иль-де-Франс, представляющей интересы бизнеса. Целью этого органа является разработка регионального спортивного проекта для региона Иль-де-Франс, объединяющего представителей государственных ведомств, местных органов власти, спортивного движения, экономических и социальных игроков в области спорта.
Она также является председателем комиссии «Спорт и территории», работа которой включает в себя анализ следующих тем: наследие Олимпийских игр в Париже 2024 года, непрерывность спорта на протяжении всей жизни, спортивные сооружения, поддержка трудоустройства и обучения.

### Женский спорт и гендерное равенство
Северин Дебуи также на протяжении многих лет работает над улучшением представленности женщин в спорте и обществе в целом. Являясь членом Женского форума с 2017 года, она подчёркивает роль женщин-спортсменок в руководящих органах.
С 2020 года Северин Дебуи работает с молодёжью в Африке в качестве посла Sport en commun — панафриканской цифровой платформы для преобразований через спорт, которая связывает лидеров проектов со структурами, способными финансировать их действия и поддерживать их в реализации.

## Достижения
1996
10-я на чемпионате Европы — групповая гонка U23
1998
2-я на чемпионате Франции — групповая гонка
1999
Этап дю Тур
4-й этап Тура Лимузена
3-я на чемпионате Франции — групповая гонка
3-я на Туре дю Перигор
3-я на Рут дес винс
2000
Гранд Букль феминин
4-я в генеральной классификации
1-я в горной классификации
1-й и 2-й этапы
Трофи Интернешнл
Этап дю Тур
2-я на Трофи д’Ор

### Статистика выступления наГранд-турах
| Гонка / Год          | 1999 | 2000 | 2001 |
| -------------------- | ---- | ---- | ---- |
| Джиро д’Италия Донне | —    | —    | DNF  |
| Гранд Букль феминин  | 18   | 4    | DNF  |
| Тур де л'Од феминин  | 14   | —    | —    |

### Рейтинги
| Год                 | 2001 |
| ------------------- | ---- |
| Мировой рейтинг UCI | 88-й |
|                     |      |
| Источник: UCI       |      |